# Gnophos cyanea
Gnophos cyanea är en fjärilsart som beskrevs av Eugen Wehrli 1922. Gnophos cyanea ingår i släktet Gnophos och familjen mätare. Inga underarter finns listade i Catalogue of Life.